# Адольф-Фелікс Кальс
Адольф-Фелікс Кальс (фр. Adolphe-Félix Cals 17 жовтня, 1810, Париж — 3 жовтня, 1880, Онфлер) — французький художник і гравер.

## Ранні роки та навчання
Народився у місті Париж. Мав просте походження. Родина була бідною, а хлопчик мав слабке здоров'я. Тому батьки попіклувались, щоби син не працював важко і влаштували його на навчання до гравера, майстерня котрого була неподалік від їх помешкання. Його перший керівник — Жан-Луї Анселен, сусід і приятель батьківської родини. Анселе помер несподівано і юнак переходив від майстерні одного гравера до другого, поки не влаштувався до майстерні Леона Коньє.

## Праця в майстерні Леона Коньє
Коньє почав орієнтувати свого учня на популярну і модну в Парижі стилістику, коли зустрів опір молодика. Леон Коньє (1794—1880) був прихильником застарілого класицизму, від котрого почав відходити його молодий помічник. Коньє попередив упертого молодика, що він може пошкодити власній художній кар'єрі, якщо не буде дотримуватись панівної моди в Парижі. Так і сталося, первісно художник-початківець не мав фінансового успіху.
Його твори помітили 1846 року на виставці, хоча він не отримав тоді нагород, але відгуки були схвальні. У пригоді стало поширення більш вільної художньої техніки та праця маленькими, майже мозаїчними мазками, що було розцінено пізніше як предімпресіонізм. В художню практику Франції прийшло нове покоління митців із слабким та поганим зором (великі проблеми із зором мав той же Клод Моне). В новій манері також працювала низка художників-представників барбізонської школи, художники Жан-Франсуа Мілле, Каміль Коро та Йоган Бартольд Йонкінд. Прихильником нової художньої манери, що відходила від жосткого малюнка і емалевої, заглаженої манери класицистів, став також і Адольф-Фелікс Кальс.

## Твори зрілого періоду
1863 року Кальс подав власні твори на виставку в Салон відказників, де також виставили власні твори Каміль Піссарро, Едгар Дега, Клод Моне. Твори Кальса помітив арт ділер П'єр-Фермен Мартен і для художника розпочався новий, успішний період. Кальс звернувся до створення пейзажів, частка котрих несла творчі впливи Йогана Бартольда Йонкінда. Декотрі картини Кальса пов'язують з впливами французького художника Каміля Коро, тоді як пейзажні твори Кальса теплі за колоритом, менш фантазійні, позбавлені монотонності і нудьги, чим страждали твори Коро.

## Перебування у місті Онфлер
В останні роки життя і творчості Кальс перебрався до міста Онфлер на узбережжя Нормандії. Це сталося 1873 року. Онфлер не так далеко від Парижа, а життя там було дешевшим, що приваблювало багатьох художників. Французькі історики мистецтва схильні вважати Онфлер важливим мистецьким центром і навіть називають його «колискою імпресіонізму». Але творчість низки французьких майстрів, навіть якщо їх зараховують до попередників імпресіонізму, давно має власну мистецьку вартість, більше чи менше вони пов'язані із французьким імпресіонізмом. Серед них — Едуар Мане та пейзажист Адольф-Фелікс Кальс, котрі ніколи не пов'язували себе з імпресіонізмом, залишаючись важливими творчими індивідуальностями.
Адольф-Фелікс Кальс помер місті Онфлер на 69 році життя.

## Обрані твори
- «Автопортрет», 1851 р.
- «Святий Франциск Ассізький»
- «Натюрморт з керамікою і кульптурою»
- «Стіл бідної родини» («Натюрморт з посудом і хлібом»), 1860 р.
- «Покинутий барак на Монмартрі»
- «Два приятелі надвечір», 1864 р.
- «Онфльор. Подвір'я фермера», 1865 р.
- «Узбережжя річки взимку»
- «Онфльор. Заміський будинок»
- «Натюрморт з квітами та яблуками», 1873 р.
- «Онфльор. Узбережжя», 1874 р.
- «Онфльор. Обідня пора», 1875 р.
- «Онфльор. Захід сонця», 1875 р.
- «Велика ферма у Сен-Сімоні», 1876 р.
- «Недільний день у Сен-Сімоні», 1876 р.
- «Моряки у Сен-Сімоні», 1877 р.

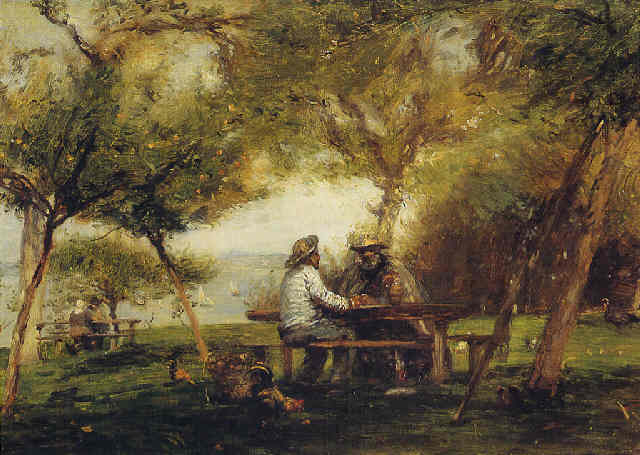
Адольф-Фелікс Кальс. «Моряки у Сен-Сімоні», 1877 р.
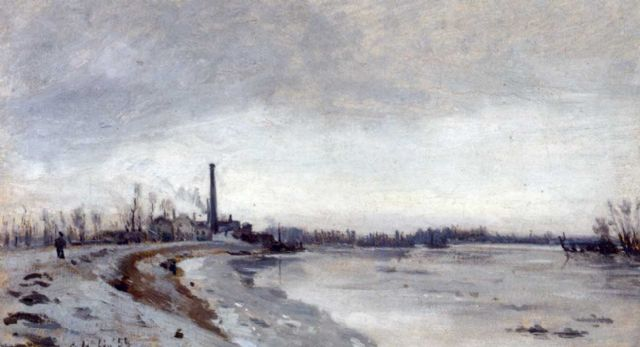
Адольф-Фелікс Кальс. «Берег річки взимку», 1855 р.
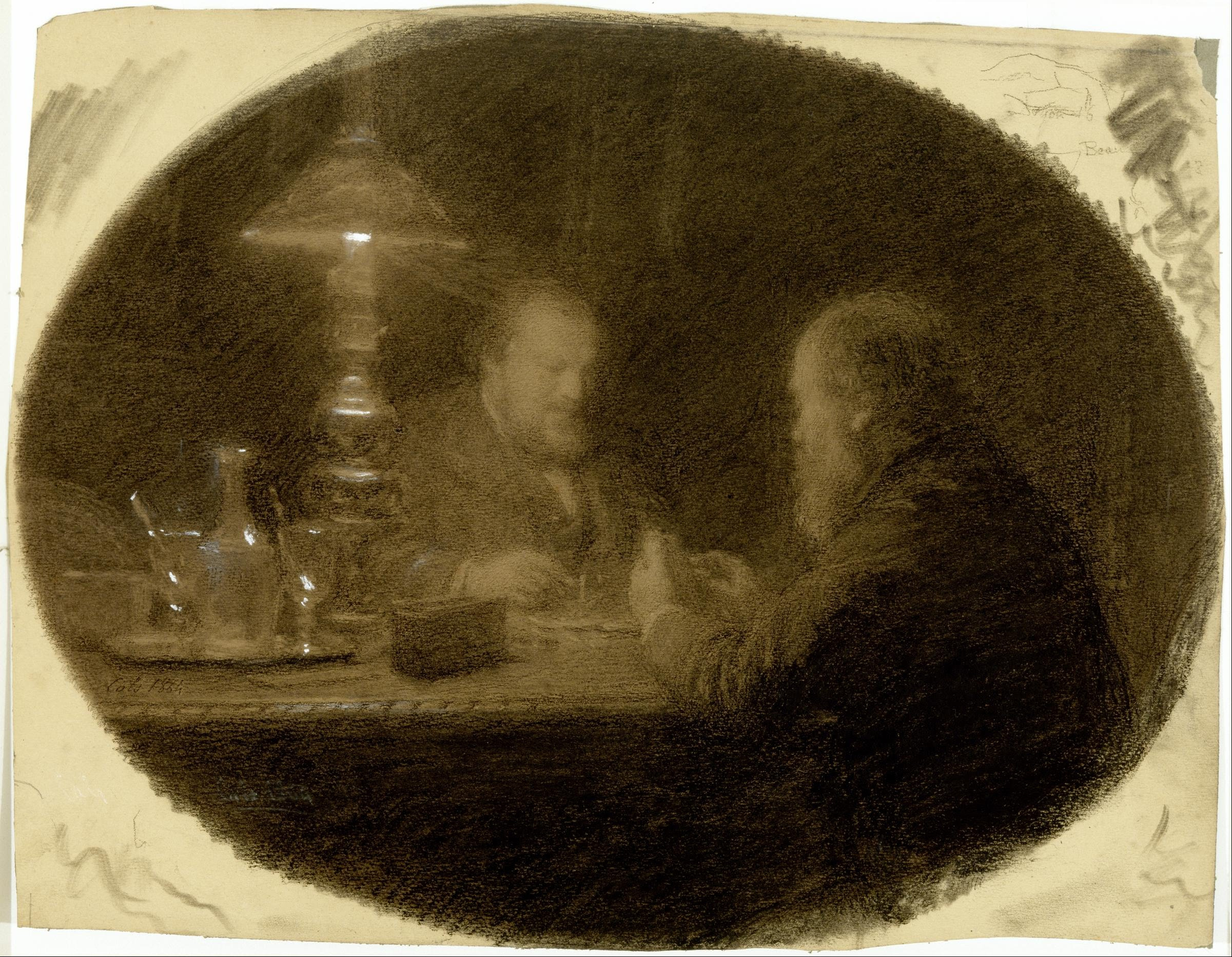
Адольф-Фелікс Кальс.
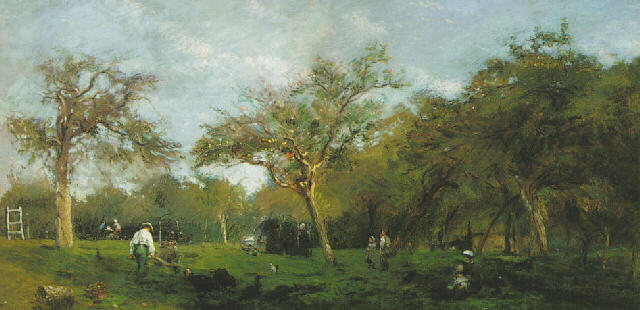
Адольф-Фелікс Кальс. «Недільний день у Сен-Сімоні», 1876 р.]]